# Кукисвумчорр
Кукисвумчорр (саам. «горный массив у длинной долины») — горный массив на Кольском полуострове. Самый большой из входящих в Хибинские горы. Высшая точка — гора Кукисвумчорр (1143 м над уровнем моря). Расположен в центре Хибин. 
Сложен нефелиновыми сиенитами. Склоны гор крутые, покрытые лесотундровой растительностью. Вершины плоские, каменистые. В северной части расположены два ледника. По западной стороне массива протекает река Вудъяврйок. На массиве берут начало реки Тульйок и Кунийок. У подножия гор расположены озёра Большой Вудъявр и Малый Вудъявр. В горах располагается озеро Академическое. В предгорье расположен одноимённый отдалённый микрорайон Кировска, где ведётся добыча апатито-нефелиновых руд предприятием АО Апатит.
На южном склоне горы Кукисвумчорр расположен одноимённый горнолыжный комплекс, в котором проводятся ежегодные соревнования по фрирайду.
21 октября 2010 года в микрорайоне Кукисвумчорр произошло техногенное землетрясение магнитудой 3,2. Толчки ощущались и в Мурманске. Последствиями землетрясения стали лишь незначительные разрушения на близлежащем руднике.